# Священный ибис
Священный ибис (лат. Threskiornis aethiopicus) — птица из семейства ибисовых.
Название своё получил потому, что был священной птицей в древнем Египте. Ибис был символом Тота, бога мудрости и письма, которому часто поклонялись в образе Тота-Ибиса. Удлинённая форма клюва ибиса, и то, как ибис окунает его в болото, напоминало египтянам применение писцами калама, тонкой кисточки-тростинки для письма на папирусе. 
Тот изображался с головой ибиса и эта же птица служила иероглифическим знаком,  | G26A | , его имени. В храме Тота содержались многочисленные ибисы; трупы ибисов подвергались бальзамированию. В древнем Египте ибисы были весьма многочисленны и беспрепятственно водились даже в городах. В наше время встречаются в Египте чрезвычайно редко, но южнее Хартума они довольно многочисленны.

## Описание
Священный ибис белого цвета, голая в старости голова и шея, концы маховых перьев, клюв и ноги чёрные, длинные, рассечённые, чёрные с фиолетовым блеском кроющие перья покрывают концы крыльев и хвост. Длина тела составляет в среднем 75 см.

## Распространение
В настоящее время гнездится в странах Северной Африки, Австралии, Ираке. В России в прошлые века отмечали залёты в Калмыкию и Астраханскую обл.

## Размножение
Гнездится колониями на деревьях, часто вместе с другими голенастыми, например с цаплями. Строит гнёзда из палок, кладёт 2—3 яйца. Ест рыб, лягушек и насекомых.

## Галерея
- Threskiornis aethiopicus.  Истад  2015.

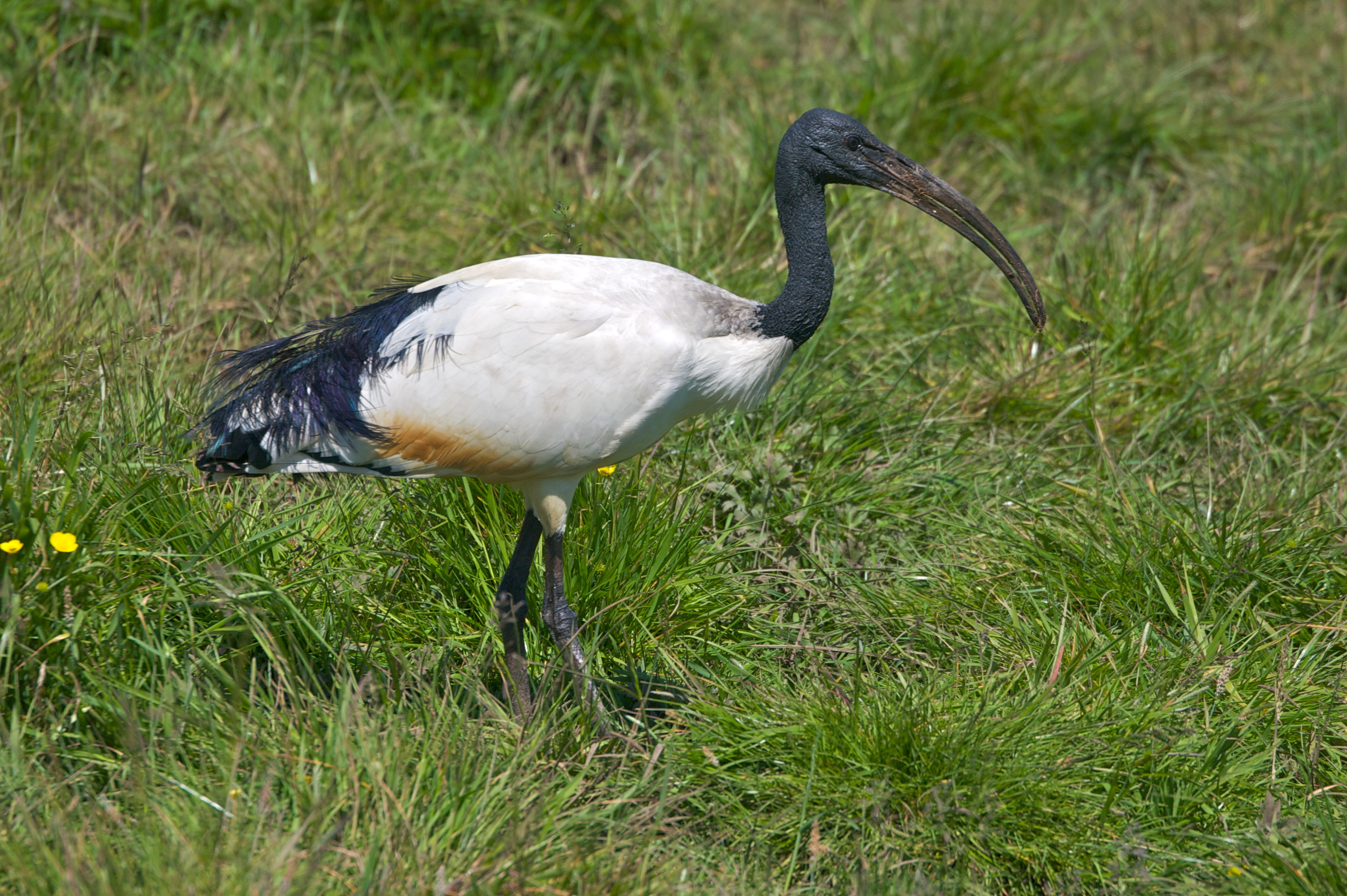
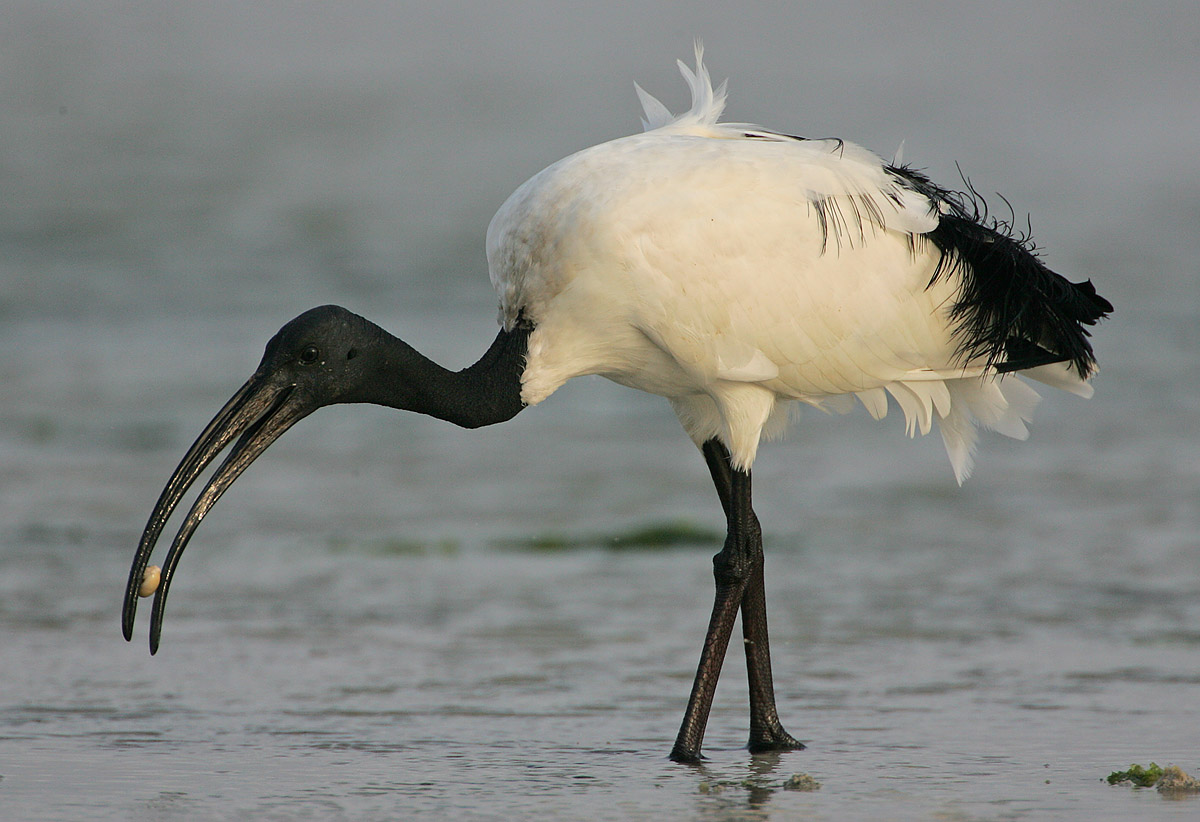
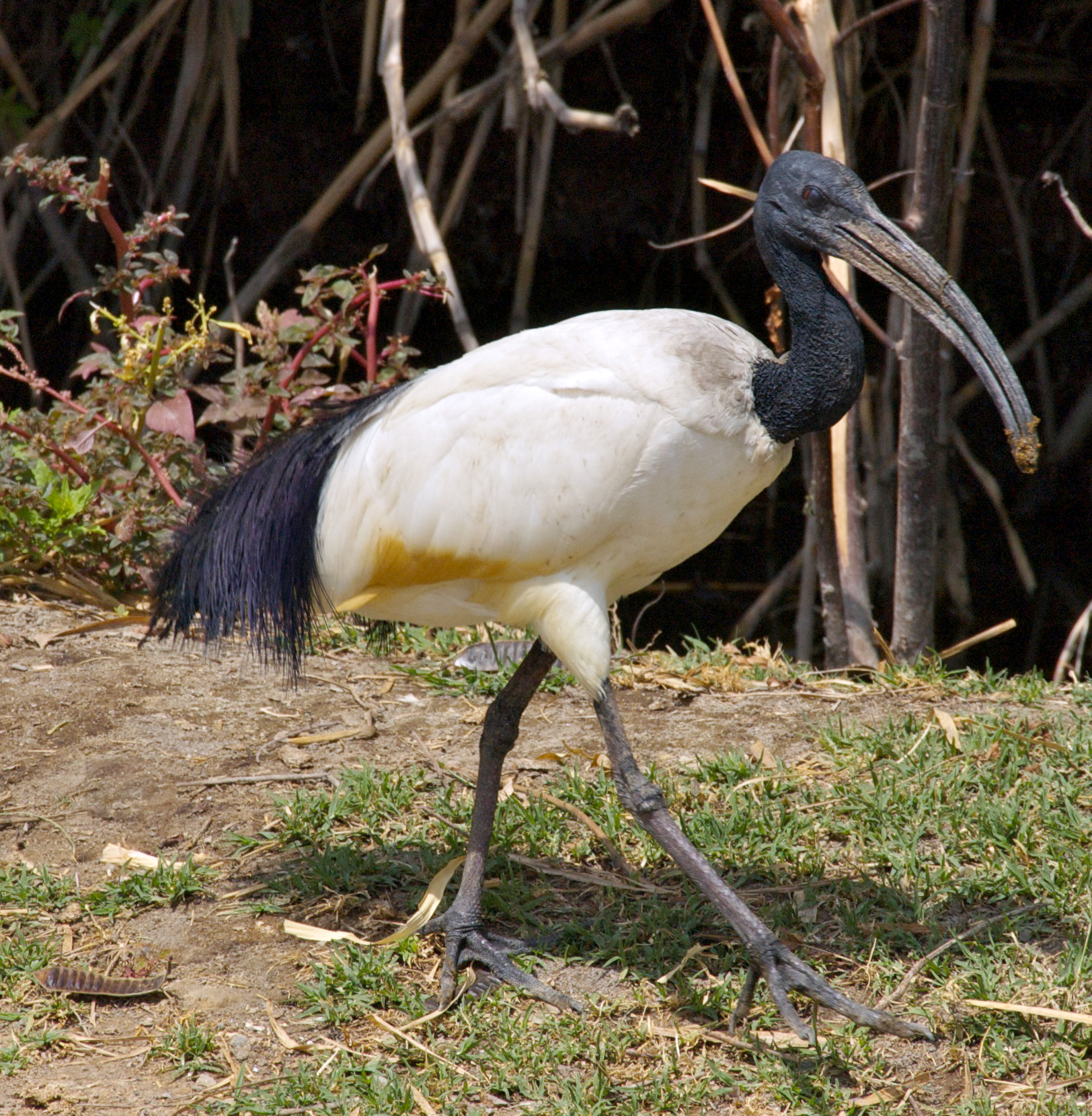
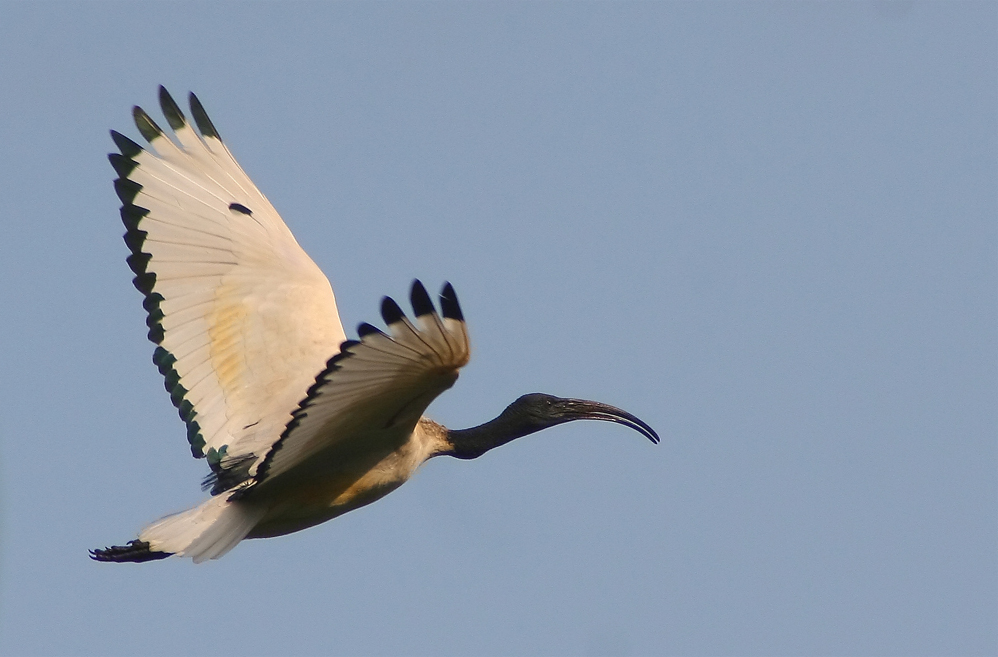
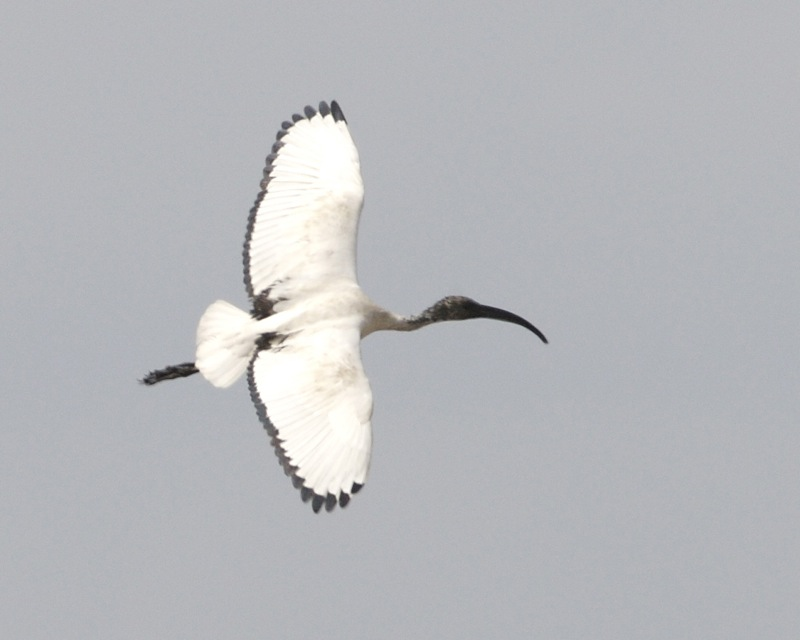
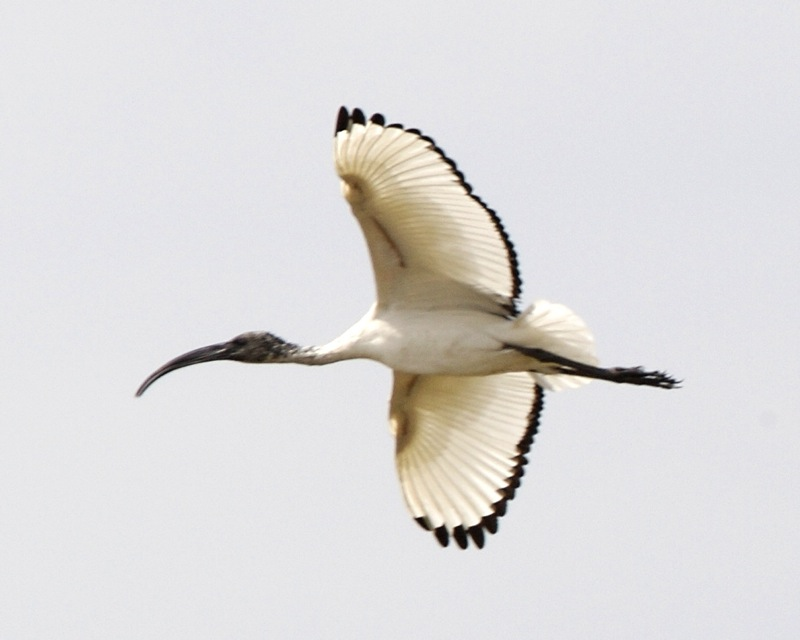
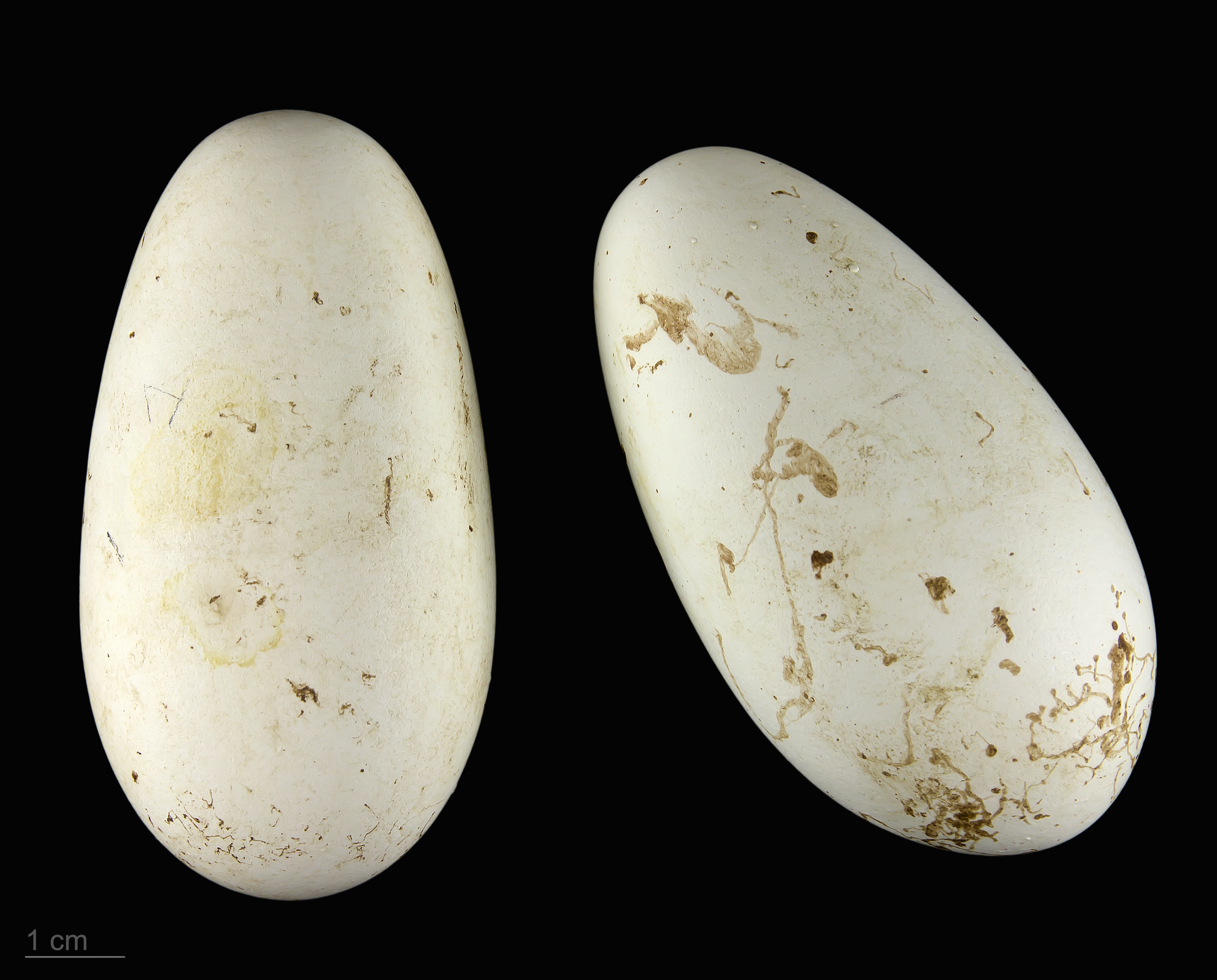
яйцо Threskiornis aethiopicus - Тулузский музей